# Агат с боевой сценой из Пилоса

Прорисовка боевой сцены

«Агат с боевой сценой из Пилоса» — древнегреческая гемма микенской культуры, выполненная из агата. Вероятно, изготовлена на позднем минойском Крите (середина XV века до н. э.). Изображает двух воинов, вовлеченных в рукопашный бой. Была обнаружена в 2015 г. в гробнице воина с грифоном возле дворца Нестора в Пилосе.
Гемма отличается исключительным техническим совершенством гравировки, и считается «единственным в своём роде произведением глиптики, дошедшим до нас от эгейского бронзового века». Качество работы не уступает произведениям классической эры, созданных тысячелетием спустя.
Гемма была обнаружена археологической группой Университета Цинциннати под руководством Шэрон Стокер и Джека Дэвиса в «Гробнице воина с грифоном» возле современного Пилоса. Она представляет собой миндалевидный медальон из полосатого агата с золотыми колпачками длиной 3,6 см и была обнаружена рядом с четырьмя золотыми перстнями.
Из-за давнего представления, что микенские цивилизации вывозили сокровища с минойского Крита, считается, что гемма была создана на Крите. Тот факт, что камень был найден в микенской гробнице в материковой Греции, наводит на мысль о культурном обмене между минойской и микенской цивилизациями.
На гемме изображён воин, который, уже победив одного противника, растянувшегося у его ног, вонзает свой клинок в открытую шею второго противника с щитом, одновременно хватая его за гребень на шлеме.
В 2016 году Министерство культуры Греции назвало эти раскопки самым значительным открытием в континентальной Греции за последние 65 лет. Небольшой размер (размер некоторых деталей изображения не превышает половины миллиметра) и сложность деталей подняли вопросы, касающиеся способности древнегреческих цивилизаций создавать такие объекты. Некоторые археологи полагают, что эти детали могли быть созданы при помощи увеличительного стекла, хотя на острове Крит не было найдено ни одного.
Джек Дэвис называет произведение «непостижимо миниатюрным», отмечая, что произведения искусства с таким уровнем детализации находят раз в тысячу лет. Он также добавил: «Кажется, что минойцы создавали искусство, о котором никто до сей поры не имел представления. Это впечатляющая находка». Исследователи утверждают, что это открытие ставит под сомнение ранее установленные представления относительно художественного развития минойской цивилизации. Исследователи агата утверждают, что это открытие требует пересмотра хронологии эволюции искусства в регионе. Хотя гемма датирована как принадлежащая к эгейскому бронзовому веку, Дэвис отмечает, что благодаря очевидному знанию резчиком тонкостей анатомии она имеет больше сходства с искусством классического периода, которое развивалось тысячелетие спустя.